# 謝廷𦶜
謝廷𦶜（1507年—？），字子佩，號右溪，四川敘州府富順縣人，民籍，明朝政治人物。

## 生平
嘉靖四年（1525年）乙酉科四川鄉試第三十三名舉人，十一年（1532年）中式壬辰科會試第一百九十名，三甲第四十五名進士。工部觀政，授湖廣黃陂縣知縣，調江西新喻縣知縣，選吏科給事中，升左給事中，十六年（1537年）正月貶雲南典史，升直隸溧水縣知縣，遷漢中府通判，進德安府同知，升浙江按察司僉事，致仕歸。
隆慶元年（1567年）起為山西按察司僉事，升河南布政使司右參議，皆引疾不拜。
萬曆初年，四川巡撫曾省吾上奏稱，謝廷𦶜隱居三十年，家徒四壁，樂道著書，朝廷褒獎，加進太僕寺少卿。《明史》有傳。

## 事跡
嘉靖十六年（1537年），吏科左給事中謝廷𦶜上言請罷征安南之師。

## 遺跡
兄弟進士坊為刑部郎中謝廷芝、浙江僉事謝廷𦶜建。
謝廷𦶜墓在富順縣東易家壩。

## 家族
曾祖謝正立，七品散官；祖父謝胤；父謝充，貢士贈刑部主事。母張氏（封安人）。慈侍下。妻伍氏。兄謝廷芝（刑部郎中）。